# Amici per la pelle (serie televisiva)
Amici per la pelle (Freunde fürs Leben) è una serie televisiva tedesca ideata da Michael Baier e prodotta dal 1992 al 2001 dalla Neue Deutsche Filmgesellschaft. Protagonisti della serie sono Gunter Berger, Michael Lesch, Stephan Schwartz, Bernd Herzsprung, Karsten Speck, Frank Jordan e Alexander May.
La serie si compone di 8 stagioni, per un totale di 99 episodi più un episodio pilota in due parti. In Germania, la serie fu trasmessa in prima visione dall'emittente nazionale ZDF in fascia preserale: l'episodio pilota andò in onda in prima visione il 28 ottobre 1992; l'ultimo, intitolato nella versione originale Schutzengel, fu trasmesso in prima visione il 18 dicembre 2001.
In Italia, la serie fu trasmessa alla fine degli anni novanta da TELE+.

## Trama
Tre medici, il Dott. Bernd Rogge, ginecologo, il Dott. Stefan Junginger, internista, e il Dott. Daniel Holbein, pediatra, rilevano in una località sul Mar Baltico l'ambulatorio del Dott. Walter Leibrecht, andato in pensione. Nello studio lavorano con loro i consulenti Rüdiger Kissling e Renate Paulus, oltre a Gisela Alsfeld e alla sorella di Stefan Susanne.
Rogge, dal carattere da yuppie, ha una relazione con Birgit, la consorte del barone von Teuffel, ma è poi attratto da Roswitha Schütze, che, proprio prima di sposarsi con Bernd, muore in un incidente stradale, lasciando una figlia di nome Kirsten. Jungiger, dal carattere un po' insicuro, è invece fidanzato con Andrea Wolf, che in seguito diventerà sua moglie, mentre Holbein, un idealista, si fidanzerà con la Dott.ssa Beate Chevalier.
Pochi mesi dopo l'incidente mortale di Roswitha, muore anche Bernd, che viene assassinato.  Il suo posto viene rilevato dal Dott. Jörg Sommer: Sommer è sposato con Ruth e ha un figlio di nome Philip.
In seguito, avrà un incidente anche Rüdiger Kissling, al quale viene salvata la vita (anche se rimarrà paralizzato) dal Dott. Gregor Kolb, che poi rileverà lo studio.

## Episodi
| Stagione         | Episodi                | Prima TV Germania | Prima TV Italia |
| ---------------- | ---------------------- | ----------------- | --------------- |
| Prima stagione   | 12 + 2 dell'ep. pilota | 1992-1993         |                 |
| Seconda stagione | 12                     | 1993              |                 |
| Terza stagione   | 15                     | 1994              |                 |
| Quarta stagione  | 13                     | 1995              |                 |
| Quinta stagione  | 13                     | 1996-1997         |                 |
| Sesta stagione   | 13                     | 1997              |                 |
| Settima stagione | 11                     | 1999              |                 |
| Ottava stagione  | 10                     | 2001              |                 |

## Sigla TV
La sigla della serie è You Never Walk Alone, interpretata da Mathou